# Монтичело (Казерта)
Монтичело је насеље у Италији у округу Казерта, региону Кампанија.
Према процени из 2011. у насељу је живело 31 становника. Насеље се налази на надморској висини од 224 м.